# Olof Berntson
Olof Berntson (i riksdagen kallad Berntson i Sveg), född 20 januari 1897 i Ytterhogdal, Jämtlands län, död 25 juni 1975 i Sveg, var en svensk handelsföreståndare och politiker.
Berntson var riksdagsledamot för socialdemokraterna i första kammaren från 1941, invald i Västernorrlands läns och Jämtlands läns valkrets.